# Sternotomis lemoulti
Sternotomis lemoulti es una especie de escarabajo longicornio del género Sternotomis, subfamilia Lamiinae. Fue descrita científicamente por Breuning en 1935.
Se distribuye por Benín y Costa de Marfil. Posee una longitud corporal de 22-26 milímetros. El período de vuelo de esta especie ocurre únicamente en el mes de noviembre.